# Стоян-Михайловски
Стоян-Михайловски (болг. Стоян Михайловски) — село в Болгарии. Находится в Шуменской области, входит в общину Нови-Пазар. Население составляет 899 человек.
Названо в честь Стояна Михайловского (1856—1927), видного болгарского поэта-сатирика и баснописца, писателя, общественно-политического деятеля.

## Политическая ситуация
В местном кметстве Стоян-Михайловски, в состав которого входит Стоян-Михайловски, должность кмета (старосты) исполняет Ахмед Рафет Заим (Движение за права и свободы (ДПС)) по результатам выборов правления кметства.
Кмет (мэр) общины Нови-Пазар — Васил Еленков Тонев (Болгарская социалистическая партия (БСП)) по результатам выборов в правление общины.